# Splittertarn

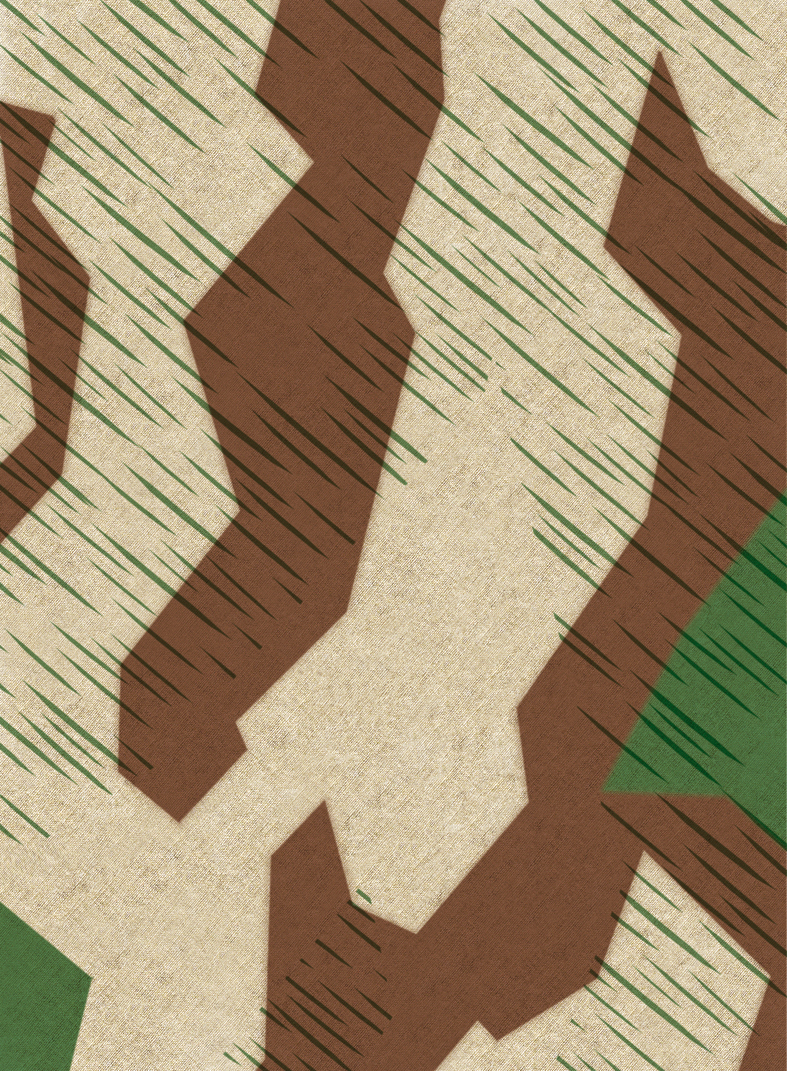
Modèle 31

Le Splittermuster, dit Splittertarn, est camouflage militaire à quatre couleurs mis au point par l'Allemagne dans les années 1920. Il est à la base de nombreux camouflages en Europe depuis 1945.

## Historique

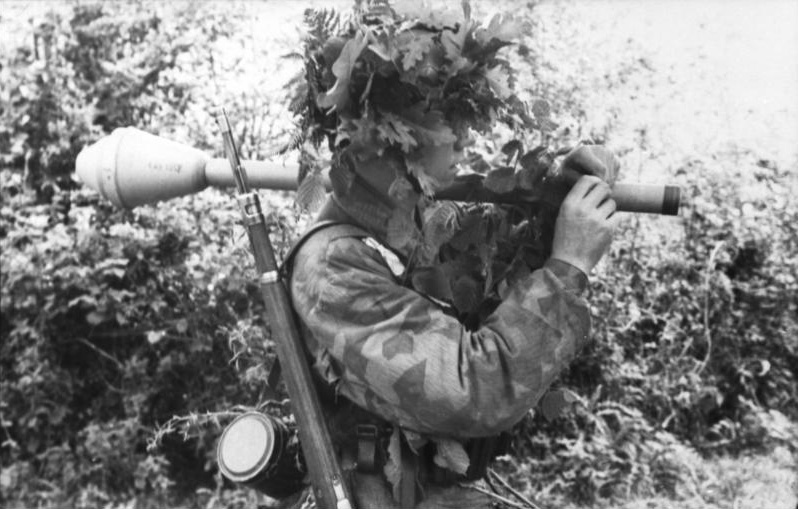
Un fallschirmjäger en opération en Normandie avec un panzerfaust, camouflé avec le motif 41.

Proposé en 1931 et introduit en 1932, le motif reprend des avancées en matière de camouflage apparues à la fin de la Première Guerre mondiale.
Il a d'abord été employé par la Reichswehr en 1931. Utilisé dans un premier temps pour du matériel léger (tentes, poncho, ...), il s'est rapidement répandu dans la plupart des unités de la Wehrmacht. 
Pendant la guerre, par mesure d'économie, la nature des couleurs imprimées a changé, parfois sensiblement. Il s'est ensuivi des écarts parfois importants de colorimétrie sur le terrain par rapport au motif d'origine.

## Construction du motif

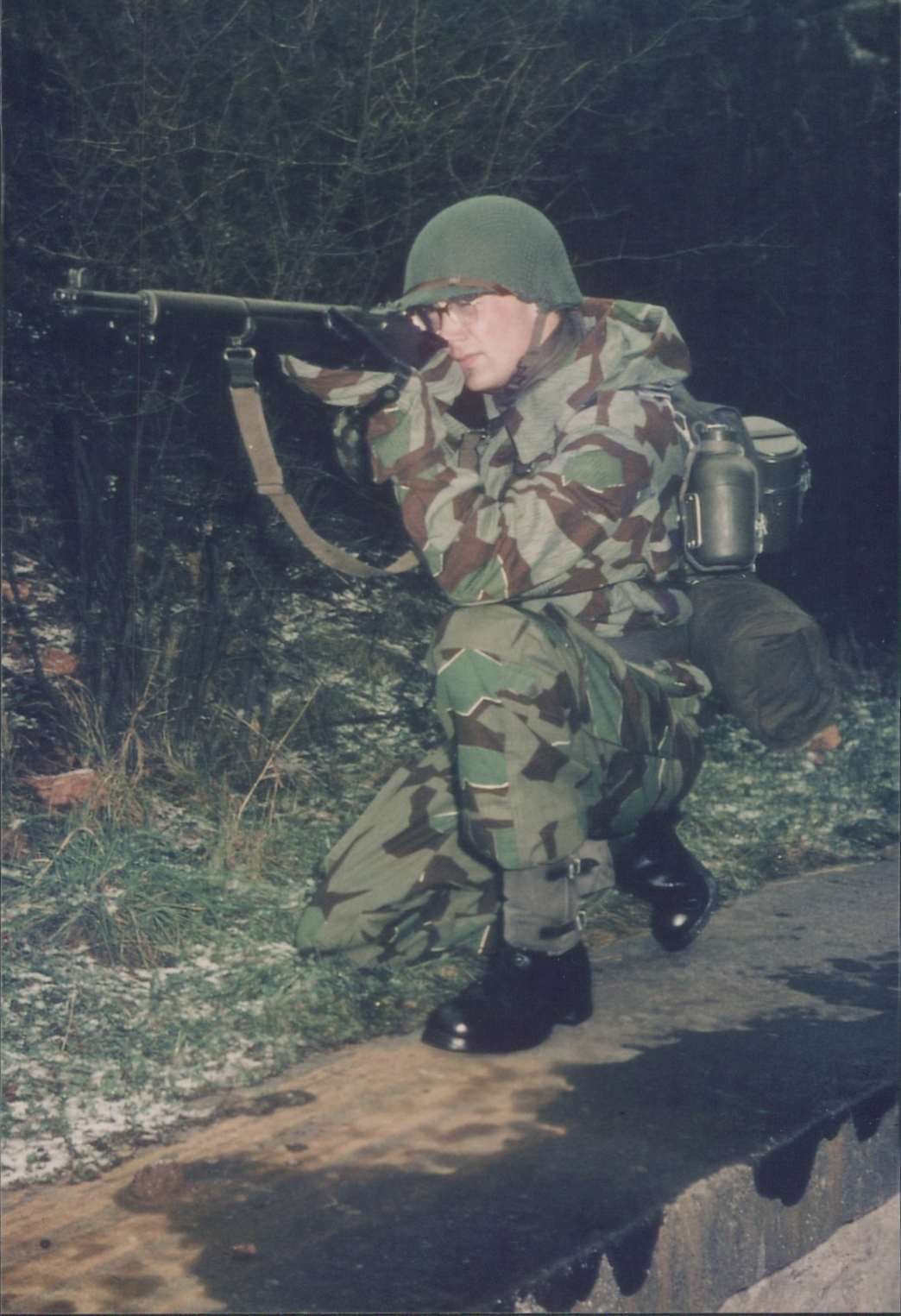
Un fantassin ouest-allemand posant avec un fusil M1 Garand.

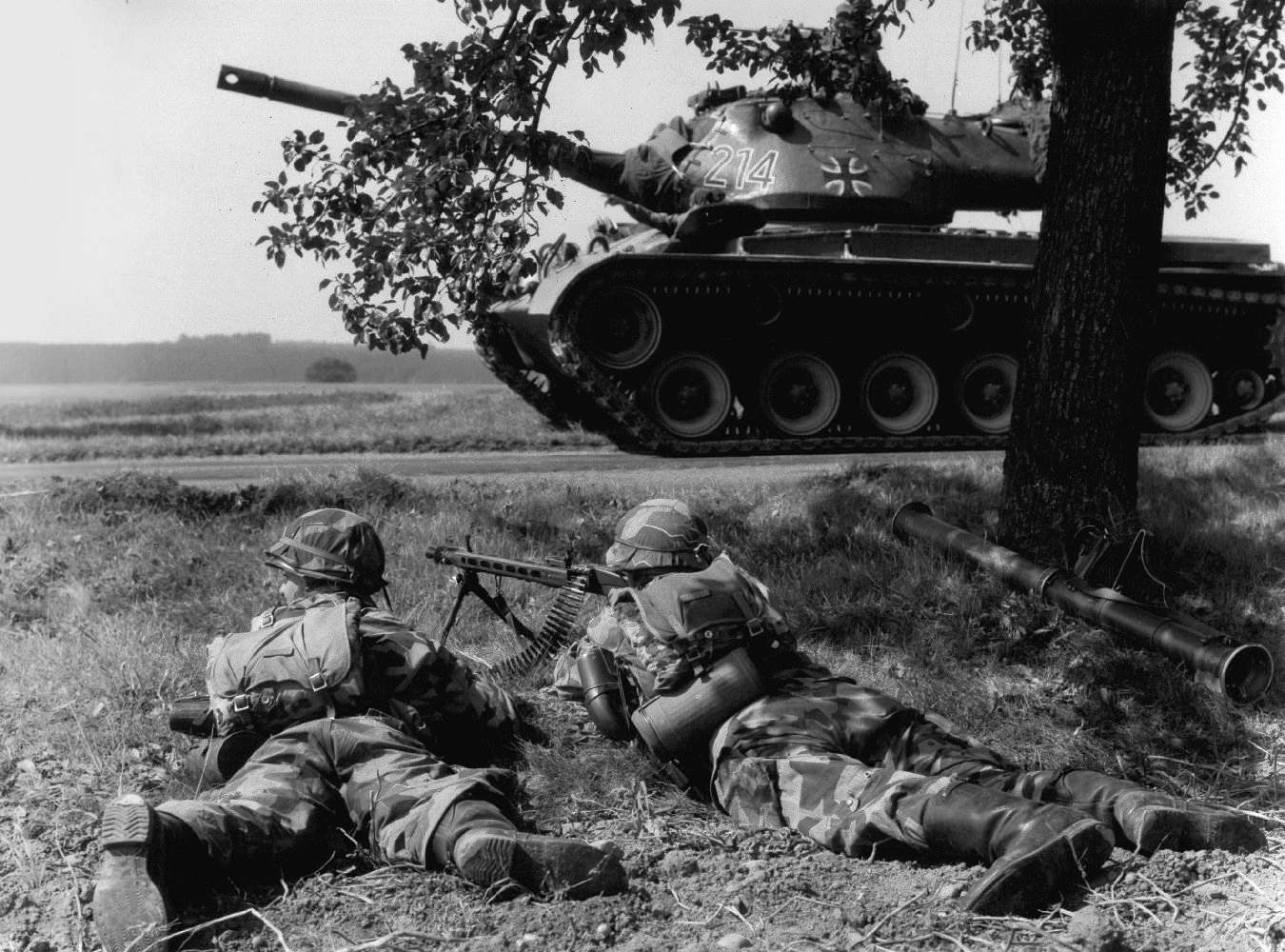
Fantassins ouest-allemand en 1960 avec la tenue de camouflage M55.

Le modèle est composé de plusieurs éléments. Sur un fond beige ou feldgrau (kaki), sont superposés des zigzags de couleur bois foncé sur lesquels sont imprimés des polygones verts. Il s'y rajoute aléatoirement des séries de griffures noires. La nature très géométrique de ses tâches lui vaut son nom : Splittertarn (motif en éclat).

## Reprise à l'étranger

### Bulgarie
Au cours de la Seconde Guerre mondiale, les parachutistes bulgares ont été équipés du Luftwaffe-Splittermuster 41. Son look typique carré avec des lignes en pointillés linéaires a été le camouflage national de la Bulgarie et n'a cessé d'évoluer.
Pour les parachutistes en 1953, un modèle à trois couleurs a été introduit, issu directement du modèle 41 allemand. Néanmoins, les deux camouflages restent bien différents. Les griffures sont des orientations aléatoires tandis que les couleurs de bases ont été changées. Le Splittertarnmuster bulgare a été retravaillé (forme et couleurs) à de multiples reprises dans les années 1960 et 1970. 
Le camouflage bulgare modèle 53 a été délivré à plus tard pour les unités spéciales qui l'ont revêtu jusqu'en 1991. Le camouflage d'usage dans les forces armées bulgares reste aujourd'hui encore l'héritier du travail allemand.

### Suède

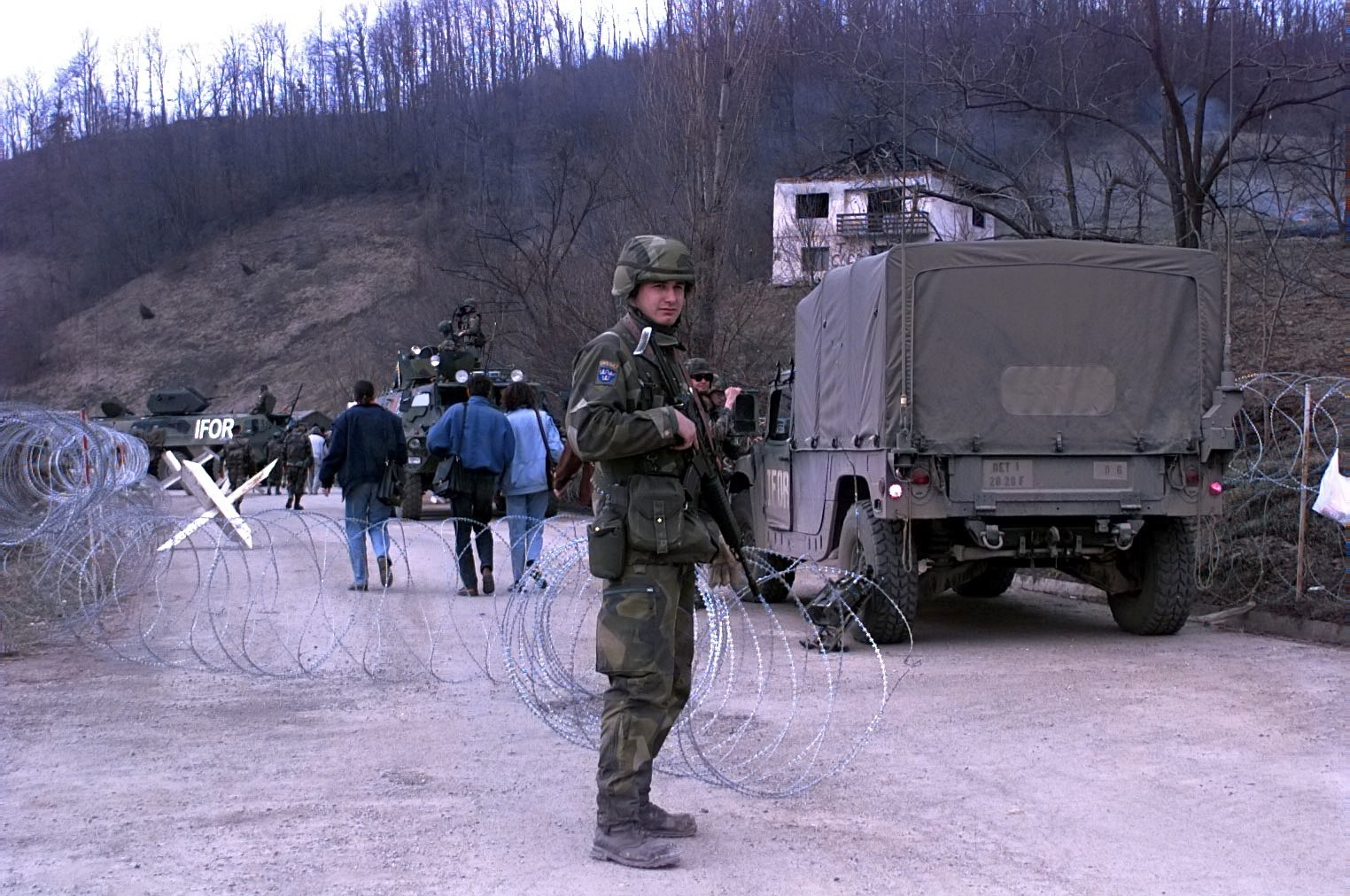
Un soldat suédois en Bosnie en 1996.

Depuis 1990, les forces armées suédoises ont réalisé un camouflage quadrichrome, le M90 Splittertarnmuster. Le M90 reprend les couleurs vives du modèle 31 mais les tâches sont des triangles.